# Nicomache canadensis
Nicomache canadensis är en ringmaskart som beskrevs av McIntosh 1913. Nicomache canadensis ingår i släktet Nicomache och familjen Maldanidae. Inga underarter finns listade i Catalogue of Life.